# Troubled Asset Relief Program
Het Troubled Asset Relief Program is een van de maatregelen die de Amerikaanse regering heeft getroffen in het kader van het bestrijden van de kredietcrisis. De hoofdlijn van het programma bestond hieruit dat de Amerikaanse overheid (het Department of the Treasury) illiquide leningen van banken zou kopen, alsmede dat de overheid aandelen zou kopen in de betrokken banken. Dit konden gewone aandelen zijn, of "senior preferred shares" (aandelen met een vastgesteld dividend). Het programma werd op 14 oktober 2008 aangekondigd, en werd daarna verschillende keren gewijzigd.
Het programma werd onderdeel van de Emergency Economic Stabilization Act (Amerikaans economisch reddingsplan 2008).

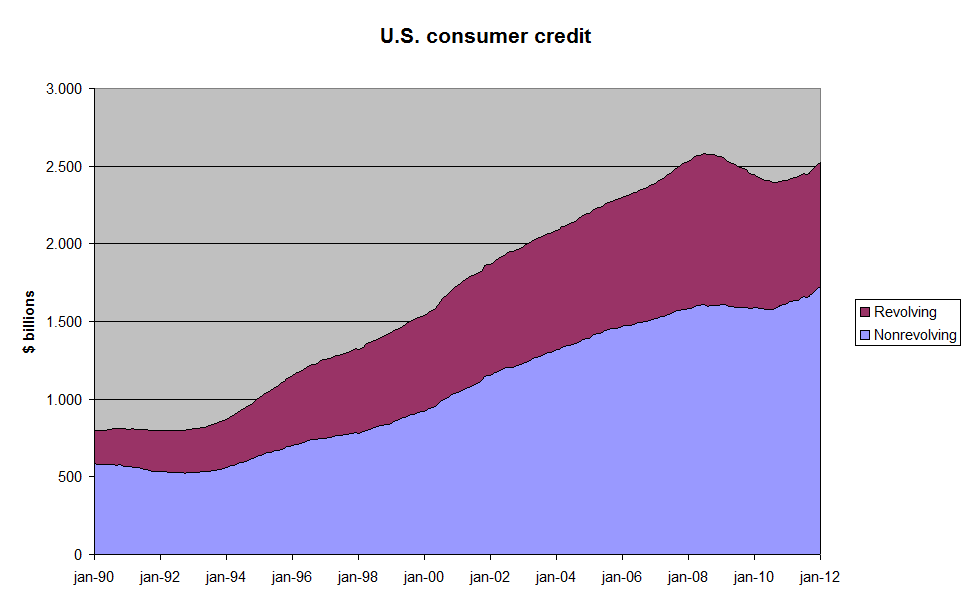
Ontwikkeling van het uitstaande bedrag aan consumentenkrediet in de VS, in miljarden dollars

 Het programma was een onderdeel van de pogingen om de door de kredietcrisis vastgelopen kredietverstrekking door het Amerikaanse bankwezen weer op gang te brengen. Door illiquide leningen van banken op te kopen, zouden banken de gelegenheid krijgen om de vrijgekomen middelen weer in te zetten voor nieuwe kredieten. De (voortdurende) beschikbaarheid van krediet werd gezien als essentieel voor het behouden van de groei van de Amerikaanse economie.
De omvang van het programma werd vastgesteld op $ 700 miljard. Het Amerikaanse Congres verdeelde dit echter in twee gelijke delen, en stelde het beschikbaar stellen van het tweede deel afhankelijk van de wijze waarop de eerste helft werd gebruikt.
De hierboven omschreven transacties brachten voor de Amerikaanse overheid (en uiteindelijk de Amerikaanse belastingbetaler) een tweeledig risico met zich mee. Enerzijds bestond de kans dat de waarde van de gekochte leningen uiteindelijk minder zou blijken te zijn dan de betaalde koopsom, anderzijds bestond de kans dat de op deze wijze gedane investering in het risicodragend kapitaal van de betrokken banken een slechte belegging zou blijken te zijn. (Opgemerkt wordt dat in de periode waarin dit programma van start ging (herfst 2008-voorjaar 2009) een aantal banken er financieel zeer slecht voorstonden. Ze hadden verliezen van soms tientallen miljarden geleden op beleggingen, en er bestond op diverse tijdstippen grote twijfel over hun solvabiliteit en liquiditeit. Hoewel er zich geen faillissementen van grote banken in die periode voordeden, kan niet uitgesloten worden dat zonder ontvangst van TARG-fondsen een aantal banken surseance had moeten aanvragen. De kans dat een aandelenemissie in het op dat moment heersende klimaat succesvol zou zijn geweest kan als verwaarloosbaar worden beschouwd.)
Hoewel de informatie omtrent in het kader van de TARP gesloten transacties niet zeer transparant bleek te zijn, kon voor ten minste $ 200 miljard aan transacties worden getraceerd. Tot de ontvangers behoorden een aantal grote banken als Citigroup, Bank of America, JP Morgan Chase, Wells Fargo en Goldman Sachs, de verzekeringsmaatschappij AIG en de financieringsmaatschappij GMAC. In in elk geval het overgrote deel van de transacties had dit betrekking op het nemen van aandelen, en niet op het kopen van illiquide leningen.
Vrijwel vanaf de start van het programma ontstonden controverses, omtrent de werkwijze van de Treasury, de vraag of het programma effectief was, en over het gedrag van banken die TARP-fondsen ontvingen. In het bijzonder bleek dat een aantal banken hun uitgavenpatroon niet aanpasten aan de gewijzigde economische omstandigheden. Zo bleek John Thain, CEO van effectenmakelaar Merrill LLlynch, overgenomen door Bank of America, die $ 45 miljard aan TARP-fondsen had ontvangen, zijn kantoorvertrek voor $ 1,2 miljoen te hebben laten verbouwen. Citigroup, ontvanger van $ 50 miljard aan TARP-fondsen, handhaafde de bestelling van een zakenvliegtuig van $ 50 miljoen; eerst nadat dit bekend was geworden annuleerde men de order. In maart 2009 ontstond opschudding over door AIG aan topmanagers uitgekeerde bonussen ten bedrage van (ten minste) $ 165 miljoen. De Amerikaanse president Obama veroordeelde deze betalingen in krachtige termen.
Volgens een rapport van de door het Congres aangestelde toezichthouder had de Treasury $ 254 miljard betaald voor activa ter waarde van $ 176 miljard.
Een aantal banken kondigde in het voorjaar van 2009 de ontvangen fondsen terug te willen betalen. Begin april 2009 betaalden vier kleinere banken de ontvangen TARP-fondsen (in totaal $ 338 miljoen) terug.
Per eind maart 2009 zou van het totale bedrag van $ 700 miljard nog $ 134,5 miljard niet besteed zijn.
Vijf Amerikaanse banken betaalden in juni 2009 in totaal $ 54,7 miljard aan TARP-fondsen terug.
In zijn rapport d.d. 16 november 2009 uitte Neil Barofsky, inspector-general van het TARP-programma, kritiek op de zijn inziens onjuist gevoerde onderhandelingen met schuldeisers van AIG. Normaliter zouden schuldeisers genoegen hebben genomen met een aanmerkelijke korting op hun vorderingen, gegeven de financiële positie van AIG. Nu kreeg men zijn vorderingen geheel uitbetaald, waartoe AIG aanmerkelijke steun van de Amerikaanse overheid verkreeg. Aan tegenpartijen bij credit default swap-transacties werd in totaal $ 62,1 miljard uitbetaald, hetgeen nagenoeg het gehele bedrag van hun vordering was.